# 山本集
山本 集（やまもと あつむ、1940年7月15日 - 2011年12月16日）は、日本の画家。奈良県五條市出身。板前から高校野球の監督、さらにヤクザの組長という異色の経歴を持つ。

## 来歴・人物
浪華商業高校では野球部に在籍。チームメイトに張本勲がいた。
卒業後はいくつもの職を経て板前に転身。僅か1週間の修行期間ながら店長を任された。
1965年、智辯学園高校の野球部の初代監督に就任。しごきで選手を鍛えわずか1年で強豪チームを作り上げるが、行き過ぎた暴力指導が問題になり1年半で監督の職を追われる。なお、山本が退任した年から2年後に智辯学園は甲子園に初出場している。
1967年、関西のヤクザ組織諏訪一家系淡路会に入り頭角を表し、1970年30歳の時に山本組を旗揚げ、組長を襲名。のちに諏訪一家の若頭補佐に昇格、 関西の武闘派として名を馳せた。しかし、企業化してゆくヤクザの組織に身の置き所を失い、50歳直前にして浪商野球部で同期である実業家から諭され、1989年に山本組を解散しヤクザの世界から足を洗い、大好きだった富士山等を題材とした絵を多く描く。
代表作『雄渾』は関西国際空港の正面玄関に展示されている。
2003年から映画の賞『DVシネマ大賞』（DVはデジタルビデオの略）をプロデュースしていた。同年の第1回DVシネマ大賞を田代まさし監督、大学中庸（三代目侠道会会長補佐・森田健介）脚本の『実録やくざ抗争史 LB熊本刑務所 vol.4 刑務所前バス停』が受賞した。
2007年、毎日新聞の元記者が国民新党の糸川正晃衆議院議員とのやりとりを糸川に無断でICレコーダーで秘密録音し、第三者に受け渡していた問題で、その録音テープを渡した人物として毎日新聞に実名で報道された。
2011年12月16日、膀胱癌により死去。71歳歿。

## 著書
- 男前 山本集の激闘流儀（1992年、南風社）
- 勝ち薬 まだ間に合う勝利への一服（1999年、南風社）
- 浪商のヤマモトじゃ!（2002年2月1日、南風社）ISBN 978-4931062207
- 忠（ちゅう）（2003年、毎日新聞社）ISBN 978-4620316291
- 男前 泣いて笑って泥まみれ（2004年11月18日、マガジンハウス）ISBN 978-4838715039

関連書籍
- 平成日本のよふけ（2000年、フジテレビ出版）ドスを絵筆に持ち替えた渡世人絵師―山本集（画家）

## 山本集関連の映画・Vシネマ
- 『浪商のヤマモトじゃ!』（2003年・2004年、GPミュージアムソフト、監督：白岩久弥）下記全2作
  - 浪商のヤマモトじゃ! 喧嘩野球編（2003年12月25日）
  - 浪商のヤマモトじゃ! 大阪総番長編（2004年2月25日）
- 『実録･なにわ山本組 捨身で生きたる!』（2004年・2005年、GPミュージアムソフト、監督：市川徹）
  - 実録･なにわ山本組 捨身で生きたる!（2004年）
  - 実録･なにわ山本組 捨身で生きたる! 完結編（2005年）
- 劇場公開作品『男前 泣いて笑って泥まみれ』（2005年2月12日公開、監督：小美野昌史）下記全2作としてソフト化リリース
  - 浪商のヤマモトじゃ! 鬼監督のヤマモトじゃ!（2005年、GPミュージアムソフト）
  - 浪商のヤマモトじゃ! 鬼監督のヤマモトじゃ!2（2005年、GPミュージアムソフト）
- 劇場公開作品『男前 日本一の画家になったる！』（2005年4月30日公開、監督：市川徹）下記全2作としてソフト化リリース
  - 極道の山本じゃ! 捨て身の極道編（2006年、GPミュージアムソフト）
  - 極道の山本じゃ!2 伝説の親分編（2006年、GPミュージアムソフト）

## 脚註
1. ↑  西岡に「捨身魂」V4へ山本集氏が肖像画 - 日刊スポーツ、2010年4月24日
2. ↑  画家、智弁学園高初代監督の山本集氏死去 Archived 2012年2月1日, at the Wayback Machine. サンケイスポーツ 2011年12月17日閲覧